# L'emperadriu del Paral·lel
L'emperadriu del Paral·lel és una obra de teatre musical, dividida en tres actes, escrita per l'autora badalonina Lluïsa Cunillé. Aquesta obra fou estrenada la nit del 6 de maig de 2021 a la Sala Gran del Teatre Nacional de Catalunya amb direcció de Xavier Albertí.
L'acció té lloc durant l'any 1930, justament uns mesos abans de la declaració de la II República. A més a més, l'autora ubica l'acció en els nous barris perifèrics de la ciutat, com El Raval, caracteritzats per la immigració nouvinguda i un ambient decadent. Destaca l'avinguda del Paral·lel, centre del món teatral i oci nocturn de l'època, ja que la majoria dels personatges sorgeixen d'aquest ambient. L'obra gira al voltant de la Palmira Picart, inspirada en una cupletista de l'època, ambdues artistes molt aclamades per la ciutat. El títol de l'obra sorgeix del fet que l'artista fos coneguda com l'Emperadriu del Paral·lel, com la seva contrapart real que era anomenada la Reina del Paral·lel. En l'obra es barregen personatges històrics com Valle-Inclán, Ferrer i Guàrdia i Alejandro Lerroux amb personatges procedents de la seva imaginació.

## Argument
A pocs mesos de la declaració de la II República, Barcelona està de dol per la mort de la Palmira Picard, coneguda com a "Emperadriu del Paral·lel". Aquella nit, els diferents artistes de l'escenari, pensadors bohemis i membres de moviments llibertaris de la gran avinguda barcelonina es troben al bar La Tranquil·litat per beure a la salut i memòria de l'artista més estimada de la ciutat durant els anys vint.
Els dos personatges principals que dirigeixen l'acció son la germana del propietari del bar on es reuneixen els personatges, Clara Cisteró i el seu contertulià Roc Alsina. Aquest últim inspirat en el barceloní Francisco Madrid, sobretot per la seva vessant de cronista i periodista per a diaris i revistes com «La Publicidad» i «La Lucha». Alsina ha sigut encarregat amb la redacció de l'epitafi de la tomba de Palmira Picard i, en el transcurs d'una nit, recorrerà la ciutat en busca de què escriure en honor de l'actriu.